# ديفيد سكينر
ديفيد سكينر (22 مارس 1920 في المملكة المتحدة - 7 يناير 1998 في المملكة المتحدة) (بالإنجليزية: David Skinner)‏ هو لاعب كريكت بريطاني وبريطاني (وحمل سابقاً جنسية المملكة المتحدة لبريطانيا العظمى وأيرلندا). لعب مع نادي مقاطعة ديربيشاير للكريكت ‏.